# Поспелов, Семён Алексеевич
Семён Алексеевич Поспелов (1899—1956) — советский терапевт, доктор медицинских наук, профессор, генерал-майор Советской Армии, участник Великой Отечественной войны.

## Биография
Семён Поспелов родился 30 августа 1899 года в Москве. Ученик Максима Петровича Кончаловского, выдающегося российского и советского клинициста. Защитил докторскую диссертацию, был утверждён в должности профессора.
С марта 1942 года Поспелов служил в Рабоче-крестьянской Красной Армии, был главным терапевтом Брянского и 2-го Прибалтийского фронтов. Являлся одним из наиболее активных организаторов лечебного дела в госпитальных учреждениях армий фронтов, лично проводил работу среди врачей-терапевтов, продолжал заниматься научной работой. Благодаря его усилиям удалось достигнуть почти 100%-го возвращения в строй терапевтических больных.
С июня 1945 года Поспелов служил главным терапевтом Военно-санитарного управления Центральной группы войск, а с 1950 года — главным терапевтом Советской Армии. Умер 14 сентября 1956 года. Похоронен на Новодевичьем кладбище Москвы.
Был награждён орденами Красного Знамени, Отечественной войны 1-й степени и Красной Звезды, рядом медалей.